# 克羅地亞軍政國境地帶
克羅地亞軍政國境地帶（又作）是一個軍政國境地帶，是哈布斯堡君主國、奧地利帝國、奧匈帝國的一個行政區。